# Biatorbágy
Biatorbágy é uma cidade da Hungria, situada no condado de Peste. Tem 44,12 km² de área e sua população em 2019 foi estimada em 13.889 habitantes.